# Себика (город, Миннесота)
Себика (англ. Sebeka) — город в округе Уодина, штат Миннесота, США. На площади 6,4 км² (6,4 км² — суша, водоёмов нет), согласно переписи 2002 года, проживают 710 человек. Плотность населения составляет 111,6 чел./км².
- Телефонный код города — 218
- Почтовый индекс — 56477
- FIPS-код города — 27-59152[1]
- GNIS-идентификатор — 0651815[2]